# Куанышалин, Жасарал Минажадинович
Жасарал Минажадинулы Куанышалин (7 апреля 1949, Карабутакский район, Актюбинская область, Казахская ССР — 18 мая 2023) — советский и казахский журналист, оппозиционный политик, общественный и государственный деятель.

## Биография
Происходит из рода торткара племени алимулы.
Окончил Актюбинское ПТУ № 7 (1966-67), «машинист автокрана»; филологический факультет Казахского Госуниверситета им. Кирова (1972-78), «преподаватель русского языка и литературы»; заочно юридический факультет КазГУ (1998), «юрист».
- С 1967 года — машинист автокрана в СУ Актюбинского треста «Строймеханизация».
- В 1968 году — водитель Карабутакской санэпидемстанции.
- В 1968—1971 годах — служба в Советской Армии.
- В 1971—1975 годах — инструктор Карабутакского райисполкома.
- В 1978—1979 годах — инструктор правления Казахстанского добровольного общества книголюбов.
- В 1979—1986 годах — ответственный секретарь, редактор многотиражной газеты «Педагог» Казахского пединститута им. Абая.
- В 1981—1993 годах — преподаватель кафедры казахской литературы Казахского пединститута.
- С 1993 года — ведущий научный сотрудник, заведующий лабораторией социально-медико-демографический исследований Казахского женского педагогического института.
- С октября 1991 года — 1-й заместитель председателя Гражданского движения Казахстана «Азат» (избран на 1-м съезде).
- В 1994—1995 годах — депутат Верховного Совета Республики Казахстан. Член Комитета по конституционному законодательству и правам человека.
- В 1998—1999 годах — заместитель начальника Актюбинского областного управления по демографии и миграции.
- В 1999 году — директор Актюбинского областного архива.
- В 1999—2003 годах — начальник Актюбинского областного управления информации и общественного согласия.
- В 2022 году в апреле стал основателем партии Алға Қазақстан.

Скончался 18 мая 2023 года на 75 году жизни в Алматы от инсульта.

## Преследование
- В 2006 году был осужден на два года тюрьмы по обвинению в посягательстве на честь и достоинство Президента РК (ст. 318 ч.2 УК РК).[2] От отбывания срока наказания он был освобожден в зале суда по амнистии.[3]

## Награды и членство
- Член Союза журналистов Казахстана (с 1986). Лауреат премии Союза журналистов КазССР (1991). Награждён орденом «Парасат» (2001).